# Худомака Віктор Петрович
Худомака Віктор Петрович; колишній народний депутат України.
Народився 7 вересня 1949 (село Девладове, Софіївський район, Дніпропетровська область) в сім'ї колгоспника; українець; одружений; має двох дочок.
Освіта: Дніпропетровський державний університет (1975), вчитель історії та суспільствознавства.
Народний депутат України 2 склик. з 07.1994 (2-й тур) до 04.1998, Новомосковський виборчій округ № 95, Дніпропетровська область, висунутий трудовим колективом. Голова підкомітету з питань аналізу і контролю бюджетного забезпечення соціальної сфери Комітету з питань бюджету. Член групи «Єдність» (до цього — групи «Відродження та розвиток агропромислового комплексу України», до цього — групи «Єдність»).
- 1966 — по закінченню середньої школи працював муляром БУ «Заводбуд» тресту «Дніпровськпромбуд».
- 1968—1970 — служба в армії.
- 1975—1976 — вчитель Комуноленінської середньої школи Синельниківського району.
- 1976—1987 — голова виконкому Новоолександрівської сільрада народних депутатів; секретар парткому колгоспу імені Леніна Синельниківського району.
- 1987—1992 — заступник голови Синельниківського райвиконкому.
- З 1992 — заступник глави Синельниківська райдержадміністрації.
- 09.-11.1996 — перший заступник начальника Головного управління державної служби при Кабінеті Міністрів України.
- Потім — заступник завідувача Секретаріату Комітету Верховної Ради України з питань Регламенту, депутатської етики та організації роботи Верховної Ради України; член ревізійної комісії депутатського клубу «Парламент» (з лютого 2006).

Медаль «За військову доблесть».
Захоплення: публіцистика.

## Джерело
- ВР України [Архівовано 13 листопада 2020 у Wayback Machine.]